# (7595) Växjö
(7595) Växjö ist ein Asteroid des mittleren Hauptgürtels, der am 21. März 1993 am La-Silla-Observatorium der Europäischen Südsternwarte (IAU-Code 809) in Chile im Verlauf der Uppsala-ESO Survey of Asteroids and Comets entdeckt wurde.
Der Himmelskörper wurde am 20. März 2000 nach der schwedischen Universitätsstadt Växjö in der historischen schwedischen Provinz Småland in Südschweden benannt, die als Hauptstadt des sogenannten Glasreiches gilt.